# Javier Lara Grande
Javier Lara Grande (Montoro, 4 de desembre de 1985) més conegut com a Javi Lara, és un jugador de futbol professional andalús. Actualment juga a l'AD Alcorcón.

## Biografia
Nascut a Montoro, a la província de Córdoba, Lara es va formar a les categories inferiors del Córdoba CF, debutant amb el Córdoba B la temporada 2003-04 a la Tercera Divisió. Després de tres cessions en equips de la Segona Divisió B, al Club Deportivo Villanueva, al Real Unión de Irún i a l'Écija Balompié, va marxar a la UD Almería B, l'agost de 2007. L'estiu de 2008 Lara va fitxar per la RSD Alcalá, també de Tercera Divisió.
El 20 de juliol de 2009 va signar un contracte de dos anys amb l'Elx Club de Futbol, que llavors militava a la Segona Divisió. Així, el seu primer partit en el futbol professional es va produir el 3 de setembre d'aquell any, disputant els 90 minuts en una derrota per 3-2 contra el Cartagena, en la primera ronda de la Copa de la temporada 2009-10; tres dies més tard també debutaria en la Lliga, entrant en la segona part en una derrota per 1-4 contra el Numancia.
El 29 de gener de 2010 Lara va ser cedit al Club Esportiu Alcoià fins al juny següent. Posteriorment marxaria al València Mestalla, el gener de 2011, després de passar sis mesos sense equip, que el cediria al Lucena Club de Fútbol i a l'Alcoià.
El 17 de juliol de 2013 Lara va fitxar per la Ponferradina, i el 24 de juny de l'any següent va fitxar per l'SD Eibar, equip que debutaria a la Primera Divisió aquella temporada 2014-15.
Lara va debutar a la primera categoria del futbol espanyol el 24 d'agost de 2014, jugant els 90 minuts en una victòria per 1-0 en la primera jornada de competició, que va enfrontar l'Eibar amb la Reial Societat a l'Estadi Municipal d'Ipurua. A més a més, el gol del seu equip el va marcar Lara de falta directe, convertint-se en el seu primer gol a Primera i en el primer gol, també, marcat per cap jugador de l'Eibar a la primera divisió espanyola.